# Waipati (fleuve)
Le fleuve Waipati  (en anglais : Waipati River parfois connue sous le nom de Chaslands River) est un cours d'eau de l’est de la région des The Catlins, dans le sud de l’Île du Sud de la Nouvelle-Zélande.

## Géographie
Il prend naissance dans la chaîne de “Maclennan Range” et s’écoule vers le sud-est dans la crique de “Waipati Beach » au nord de « Chaslands Mistake ».